# Live and Loud (Ozzy Osbourne)
Albums de Ozzy Osbourne
No More Tears
(1991) Ozzmosis
(1995)
Live and Loud est un album d'Ozzy Osbourne enregistré en spectacle et sorti le 15 juin 1993 sous le label Epic Records. Cet album était censé être le dernier CD d'Ozzy Osbourne avant sa retraite.

## Liste des titres

### Disque 1
1. Intro
2. Paranoid
3. I Don't Want to Change the World
4. Desire
5. Mr. Crowley
6. I Don't Know
7. Road to Nowhere
8. Flying High Again
9. Guitar Solo
10. Suicide Solution
11. Goodbye to Romance

### Disque 2
1. Shot in the Dark
2. No More Tears
3. Miracle Man
4. Drum Solo
5. War Pigs
6. Bark at the Moon
7. Mama I'm Coming Home
8. Crazy Train
9. Black Sabbath (avec les membres de Black Sabbath)
10. Changes

N.B. : Cet album fut supprimé du catalogue d'Ozzy Osbourne en 2002.

## Personnel
- Ozzy Osbourne – chant
- Zakk Wylde – guitare, piano sur Changes
- Mike Inez – basse
- Randy Castillo – batterie
- Kevin Jones – claviers

## Personnel surBlack Sabbath
- Ozzy Osbourne : chant
- Tony Iommi : guitare
- Geezr Butler : basse
- Bill Ward : batterie

## Note
- Le 20 juin 2007 sort au Japon une version remasterisée de l'album. Celle-ci ressemble à un petit vinyle. On peut l'acheter seul pour 34 USD ou en coffret avec les autres disques remasterisés cette année-là pour 295 USD.